# CE-MONT
Centrul de Economie Montană (CE-MONT), cu sediul în Vatra Dornei a fost înființat în decembrie 2015, fiind finanțat printr-un proiect european în valoare de 7 milioane de euro.
CE-MONT a fost creat prin Decizia Academiei Române din 17 decembrie 2008, în cadrul Institutului Național de Cercetări Economice „Costin C. Kirițescu“ al Academiei.
Specialiștii Centrului caută soluții pentru creșterea productivității și a calității vieții în așezările de munte.
În anul 2015, aproximativ 16 la sută din populație mai locuia în zonele montane ale României.
Activitatea economică tradițională în munții României este creșterea animalelor, dar ea este treptat abandonată, fiind preferate altele mai rentabile.
Cu o suprafață construită de 3.500 mp și dotat cu 12 laboratoare de studii și de cercetare, acesta este singurul Centru de Economie Montană din România și din Europa de Est
și cel de-al patrulea din Europa, în vestul continentului existând doar trei astfel de centre, în Portugalia, Franța și Italia.
În anul 2014, guvernul a înființat, tot la Vatra Dornei, Agenția Zonei Montane, în subordinea Ministerului Agriculturii, având ca scop aplicarea strategiei și politicilor Guvernului în domeniul dezvoltării și protecției zonelor montane din România, zone marcate de specificitate, fragile ecologic și defavorizate economico-social din cauze naturale, care necesită o gestiune specifică.